# Battōdō
Battōdō (jap. 抜刀道 battō-dō; lub 抜刀術, battō-jutsu) – słowa w języku japońskim oznaczające "umiejętność dobywania miecza z pochwy w celu ugodzenia (cięcia) przeciwnika". 
Główny nacisk jest położony na ćwiczenia prawdziwym mieczem, zwanym shinken. Polegają one na zadawaniu cięć w zrolowane słomiane maty – tameshi-giri. Początek tej sztuki walki datuje się na przełom XIX i XX wieku, kiedy Japońska Cesarska Akademia Wojenna wprowadziła na nowo szkolenia z bojowego zastosowania miecza. 
Battōdō czerpie bezpośrednio techniki z czasów wojen wewnętrznych w Japonii. W odróżnieniu od szkół iaidō główny nacisk położony jest na efektywność i realność technik przy uproszczeniu ruchów. Nie stosuje się także technik w siadzie wychodząc z założenia, że w pozycji siedzącej samuraj nigdy nie miał długiego miecza za pasem. Duży nacisk położony jest na kontrolowany sparring z użyciem drewnianego miecza bokutō, a także na praktykę tameshigiri. Głównym propagatorem battō-dō w Japonii był Taizaburō Nakamura.
Od kilkunastu lat działają federacje: japońska i amerykańska. W Polsce ta sztuka walki jest propagowana - z ramienia japońskiej federacji - przez Tomasza Piotrkowicza.